# Der Heideboden
Der Heideboden war eine deutschsprachige Wochenzeitung, die von 1919 bis 1931 in Mosonmagyaróvár (dt. Wieselburg-Ungarisch Altenburg) in der Ungarischen Republik und hierauf im Königreich Ungarn erschienen ist. 

## Profil
Benannt ist die Zeitung nach dem Heideboden im Komitat Wieselburg, der sich zwischen dem Nordufer des Neusiedler Sees und der Donau mit ihren Nebenarmen sowie den östlichen Abhängen des Leithagebirges und dem Sumpfgebiet Hanság erstreckt. Herausgegeben von August Sós, vertrat Der Heideboden nach dem Sturz der kurzlebigen Ungarischen Räterepublik eine programmatische christliche und patriotische Position gegen die kommunistische Bewegung. Zu den Lesern gehörten vor allem die Landwirte in der Region. Die Zeitung bot daher neben Berichten aus dem Inland und aus Österreich auch landwirtschaftliche Beiträge. Die Redaktion rief die deutschsprachigen Bewohner Ungarns zur ideellen und kulturellen Mitwirkung an der Neugestaltung des nunmehr als eigenständiger Nationalstaat bestehenden Ungarn auf. In der Streitfrage um die Vereinigung der mehrheitlich von Deutschen bewohnten westungarischen Gebiete mit Österreich – es handelte sich um ca. 350.000 Menschen – setzte sich Der Heideboden für einen Verbleib im ungarischen Staat ein.